# Ezio Candido
Ezio Candido (Lecce, 2 marzo 1949) è un dirigente sportivo ed ex calciatore italiano, di ruolo portiere.

## Carriera
Giocò nel Lecce dal 1968 al 1972 con un breve passaggio nella Roma nella stagione 1970-1971.  
In serie A ha ricoperto il ruolo di direttore sportivo nel Lecce durante la prima presidenza Semeraro.